# 占士·比亞堤
占士·史葛·比亞堤（英語：James Scott Beattie，1978年2月27日—）於英格蘭蘭開斯特出生，英格蘭足球運動員，司職前鋒。

## 生平

### 球會
早年
比蒂於1998年從母會布莱克本被交換到南安普顿，成為首席前鋒。比亞堤在修咸頓的日子堅苦卓絕，為他製造了不少傷患，2002年1月與曼聯的比賽中膝蓋受傷，使他不能參與其後兩個月的比賽，當季仍能射入14球。
以流血來換取的超人表現，令比亞堤吸引愛華頓的垂青，在2005年1月以600萬英鎊之高額轉會費把比亞堤收歸旗下。雖然傷患令他在2004/05年球季的貢獻帶來限制，但是2005/06年球季中，比亞堤逐漸融入球隊，表現愈趨進步，為他贏得再一次稱揚。
然而，比亞堤始終未能在愛華頓表現出在修咸頓成名時的突出表現，2006年夏天，愛華頓以破球會紀錄轉會費860萬英鎊從水晶宮購入另一英格蘭前鋒安祖莊臣，直接威脅到比亞堤在球隊的位置。在2006/07年球季，愛華頓兩名由青年隊提升上來的前鋒詹姆士·奧立佛·華根和維克托·阿尼切貝崛起，得到領隊慕耶斯的重用，更令比亞堤淪為球隊的第四前鋒。
錫菲聯
2007年8月4日比亞堤正式加盟錫菲聯，轉會費400萬英鎊，最終可提升到450萬英鎊，是錫菲聯歷來付出最高的轉會費。8月11日比亞堤在他為錫菲聯首次披甲對高車士打即取得入球；而第二個入球來自對西布朗的遠程頭球；在他的第五場比賽3-1擊敗狼隊中梅開二度；於下一場對黑池2-2的比賽再入兩球。
10月2日比亞堤獲選為8及9月球迷票選的「可口可樂冠軍聯賽每月最佳球員」。到2008年3月有傳言比亞堤將會重返英超，而阿士東維拉是對他有興趣的球會之一。
2008年4月5日在3-0擊敗莱斯特城一役比亞堤包辦三個入球，是自2004年保罗·柏治苏里度（Paul Peschisolido）後首名取得帽子戲法的錫菲聯球員，這三球於短短8分鐘內射入，首球來自十二碼不入再補中，第二球是離門25碼的自由球，而第三球是頭槌頂入。三日後，在他首次參與的「鋼鐵之城打吡」於85分鐘憑離門30碼的罰球再建一功。再四日之後，對般尼的2-1勝仗，比亞堤又射入一個精采罰球，使他成為錫菲聯歷來首位於連續三場比賽憑罰球取得入球的球員。
比亞堤在2007/08年英冠聯射入22球，與西布朗的並列聯賽神射手次席，僅以一球落後首位的（Sylvan Ebanks-Blake）。一如所料，比亞堤在季末獲選為錫菲聯「年度最佳球員」。
2008/09年比亞堤獲發已轉投打比郡的（Rob Hulse）留下的「9」號球衣。於對屈福特時射入致勝球，協助球隊2-1取勝兼在本季「開齋」；在下一場主場對布里斯托城時一頭一腳梅開二度，錫菲聯輕勝3-0；再在主場2-0擊敗普利茅夫包辦兩個入球。
2009年1月10日據報英超球隊史篤城出價250萬英鎊收購比亞堤。
史篤城
2009年1月12日比亞堤重返英超，加盟史篤城，轉會費沒有透露，但據報最終可達到350萬英鎊，簽約兩年半，比亞堤上陣16場射入7球，協助球隊以第12位結束球季。但翌季比亞堤失去入球觸覺，上半季上陣19場僅在對韋斯咸射入兩球，自11月尾開始失去正選席位。12月5日史篤城作客0-2負於阿仙奴，賽後比亞堤與領隊東尼·佩利斯在更衣室發生爭執，雖然球會向外宣稱兩人誤會平息，並拒絕英格蘭職業足球運動員協會介入調解，但自此比亞堤出場機會逐漸減少。有傳比亞堤會在1月轉會窗離隊，最終沒有成事，而比亞堤亦趁機於2010年3月為長期受傷患困擾的膝蓋進行手術，於4月初復原並參與預備隊的賽事，於4月17日主場1-2負於保頓在末段後補入替戴夫·傑臣，是其效力史篤城最後一場賽事。
格拉斯哥流浪
2010年8月13日比亞堤轉投蘇超「老字號」格拉斯哥流浪，轉會費沒有透露，簽約兩年，並可優先續約一年，是這支財困衛冕聯賽冠軍近兩年來首名買入的球員，取代離隊的席位。但上半季僅取得10次上陣機會，沒有入球，於2011年1月31日被借用返回英格蘭效力黑池直到球季結束。2011年8月31日，比蒂和格拉斯哥流浪解约。
重返錫菲聯
2011年11月24日比亞堤重投剛季降班第三級英甲的舊東家錫菲聯，以短約形式效力至翌年1月中。雖然備受傷患困擾及狀態低迷，他仍然獲得續約至球季結束，但於季後被放棄。
阿克寧頓
2012年11月9日比亞堤以自由身加盟由前布力般流浪隊友尼廉·李察臣執教的英乙球會阿克寧頓，擔任球員兼教練。2013年5月13日比亞堤獲委為球隊新領隊接替離隊的尼廉·李察臣。
2014/15年球季於開季6戰僅得4分排名21位，執教16個月的比亞堤同意提前解約。

### 國家隊
2003年2月12日在修咸頓表現出色的比亞堤獲選首次代表英格蘭大國腳友賽澳洲，澳洲爆冷3-1取勝兼歷來首次擊敗英格蘭。其後再在友賽塞黑及克羅地亞獲後補上場。9月10日再次正選在歐國盃外圍賽主場出戰列支敦士登。11月16日在奧脫福球場友賽丹麥下半場入替希斯基。
比亞堤沒有入選2004年葡萄牙歐國盃的英格蘭大軍，當時的領隊艾歷臣挑選了入球數目遠低的希斯基作為「傳統」的中鋒，比亞堤此後再沒有入選國家隊。

## 私人生活
比亞堤在2006年5月在曼徹斯特與未婚妻莎拉·倫德爾（Sarah Rendle）結婚，兩人育有兩子一女。

## 外部連結
- 足球数据库：占士·比亞堤的球员统计数据
- 球迷網頁
- 官方網頁
- 由Footballdatabase提供之簡介 （页面存档备份，存于）